# Violante de Flandes
Yolanda de Dampierre, también conocida como Yolanda de Flandes, Yolanda de Kassel y Yolanda de Bar  (15 de septiembre de 1326-12 de diciembre de 1395), fue condesa de Bar por matrimonio con Enrique IV, conde de Bar. Actuó como regente del condado de Bar entre 1344 y 1349 durante la minoría de su hijo Eduardo II, conde de Bar, y de su hijo Roberto en 1352-1353 y 1356-1359.

## Biografía
Yolanda era hija de Roberto de Cassel, señor de Marle y Cassel, y de Juana de Bretaña. Era bisnieta de Guido de Flandes.
Su hermano mayor Juan murió en 1332, cuando ella tenía seis años. Entonces, heredó las tierras de Cassel en el ducado de Flandes. Fue prometida en primer lugar con Luis de Flandes, aunque acabaría casándose con Enrique IV de Bar en 1338.

### Regencia
Enrique murió cuatro años después y Yolanda se quedó con dos hijos, Eduardo (1339-1352) y Roberto (1344-1411). Yolande asumió la regencia hasta que su hijo cumplió la mayoría de edad.
Pedro de Bar, señor de Pierrepont, y Teobaldo, señor de Pierrepont, que también consideraban que tenían derecho a la regencia atacaron a Yolanda, que les obligó a retirarse gracias a sus alianzas con Felipe VI de Francia y Rodolfo, duque de Lorena. El hijo mayor de Yolanda, Eduardo, fue declarado mayor de edad a los diez años, en octubre de 1349.
Eduardo falleció en 1352 y su hermano Roberto fue proclamado duque con sólo siete años. El mantenimiento de su puesto de regente generó una serie de problemas políticos, lo que llevó a Yolande a considerar su matrimonio con Felipe de Navarra, conde de Longueville, miembro de la familia navarra que intentaba reclamar la Corona francesa a Juan el Bueno. Juana de Bar, tía abuela de Roberto, hizo saber al rey que estaba dispuesta a sustituir a Yolanda y asumir la regencia. El Parlamento de París, por decreto del 5 de junio de 1352, otorgó al rey el control del condado. Juan II confió la regencia a Juana el 27 de julio de ese año. En un primer momento, Yolanda renunció a la regencia, pero luego cambió de opinión y envió tropas para luchar contra Juana, lo que obligó al rey a intervenir para obligar a Yolanda a renunciar nuevamente a la regencia el 2 de julio de 1353.
La derrota de Poitiers y la captura de Juan el Bueno en 1356 privaron a Juana del apoyo de Juan y Yolanda recuperó la regencia. Gobernó por otros tres años hasta que Roberto fue nombrado caballero en diciembre de 1356 y declarado mayor de edad el 8 de noviembre de 1359.
Yolande murió el 13 de diciembre en el castillo de La Motte-aux-Bois en Nieppe.